# Big Bar (condado de Trinity)
Big Bar es un área no incorporada ubicada en el condado de Trinity en el estado estadounidense de California. La localidad fue establecida en 1849 y se encuentra ubicada a lo largo de la Ruta Estatal de California 299.

## Geografía
Big Bar se encuentra ubicada en las coordenadas 40°44′N 123°15′O / 40.733, -123.250.